# Palác hrabat z Lissau (Staré Město)
Lisovský palác na Staroměstském náměstí v Praze, původní čp. 935-I, vybudoval v první dekádě 18. století Rudolf Josef hrabě z Lissau. K realizaci přizval architekta Jana Blažeje Santiniho-Aichla, jehož autorství je doloženo. Stavba vrcholného baroka zanikla během pražské asanace roku 1896.

## Lokalizace
Palác čp. 935-I se nacházel v těsném sousedství presbytáře kostela sv. Mikuláše na rozhraní pražských čtvrtí Starého Města a Josefova, kde se do konce 19. století rozléhala stará židovská zástavba. Stál na nároží severní fronty domů Staroměstského náměstí a křivolaké Maiselovy ulice (dříve Třístudniční), která se až do doby asanace lomila podél východní strany benediktinského konventu, dále směřovala k Maiselově synagoze a do středu ghetta. Ulice, jež není ztotožnitelná s nynější Maiselovou ulicí (dříve ve své jižní části Úzká/Zlatá, v severní Rabínská), ústila na Staroměstské náměstí, respektive do spojnice s náměstím Mikulášským, jehož prostranství uzavíral čtyřkřídlý barokní dům čp. 936-I. Tak zvaný Krennův dům, který byl ze severozápadní strany Staroměstského náměstí odstraněn roku 1901, zcela zakrýval průčelí kostela sv. Mikuláše a z velké části zastiňoval také Lisovský palác.

## Stavebník
K velkorysé přestavbě starších domů na Staroměstském náměstí v reprezentativní rodový palác přistoupil císařský komoří a hejtman Starého Města pražského Rudolf Josef hrabě z Lissau (nar. 19. 3. 1665) počátkem 18. století. Rod z Lissau (z Lisova) pocházel původně z Braniborska, teprve děd stavebníka - Johann von Lissau - získal v Čechách inkolát a stal se příslušníkem panského stavu. Do hraběcího stavu povýšil Rudolfa Josefa císař Leopold I. listinou z 10. července 1702. Podobu rodového erbovního znamení hraběte z Lissau lze spatřit na podstavci sochy sv. Anny Samétřetí na Karlově mostě, kterou na donátorovu objednávku roku 1707 vytvořil Matěj Václav Jäckel. Na této zakázce se zřejmě podílel vyprojektováním soklu sám architekt Jan Blažej Santini-Aichel.

Zájem Rudolfa Josefa hraběte z Lissau o Santiniho projekční služby ilustruje, jak brzy získal mladý architekt prestiž i mimo církevní kruhy, pro které realizoval již po roce 1700 velké a náročné zakázky. Přestavbou a částečnou novostavbou čp. 935-I na Staroměstském náměstí, dokončenou do roku 1705, se zasloužil také o stálou přízeň hraběte z Lissau, jenž ho doporučuje další významné klientele. Hejtman například v roce 1707 podává dobrozdání k Santiniho pracím v Černínském paláci na Hradčanech. Jejich úzkou spolupráci dokazuje, mimo to, již zmíněná účast architekta na úkolu pro Karlův most, ale rovněž svědectví Rudolfa Josefa na křtinách dětí Jana Blažeje a Veroniky Alžběty Schröderové.

## Popis paláce
Podoba hlavního průčelí čtyřkřídlého paláce je známa z několika historických vyobrazení stavby z doby před stržením. Kresebnou rekonstrukci fasády Michala Brixe umožnily především fotografie F. Fridricha (kolem r. 1870) a J. Eckerta (1895), jež autor, kvůli zakrytí paláce předsunutou zástavbou náměstí a adaptačním změnám v přízemí, korigoval na základě výpovědi Langweilova modelu Prahy.

Členění hlavní fronty domu do devíti os využil Santini k bohaté rytmizaci plochy. Střed zdůraznil pětiosým rizalitem, na němž charakteristicky uplatnil ještě plochou příložku v šíři tří os. Toto předsazení o další mělký plán bylo Santiniho oblíbeným motivem. Symetrické vstupní portály se nacházely v krajních osách rizalitu. Ústřední partie, již završoval nad korunní římsu vysazený altán, vypovídala o suverénním architektonickém provedení. Altán, osazený trojúhelným, oblamovaným frontonem, rámovaly na pozadí vysoké mansardové střechy úseky rozťatého frontonu, nasazené nad krajními osami rizalitu. Výškové spění palácového průčelí vyvažovaly výrazné horizontální kordonové římsy, na ně navazující plasticky vyvinuté parapety a obdobně členěný pás probíhající pod šířkově disponovanými okny vrchního polopatra. Fasádu, rozvrženou nad přízemím na dvě stejně vysoké etáže, rytmizovala úzká obdélná okna střídáním trojúhelných a segmentových suprafenester. V prvním patře převažovaly trojúhelné frontony pouze se dvěma vsuvkami segmentů, ve druhém patře se však jejich rytmus obracel. Kamenicky se na utváření prvků podílel architektův bratr František Jakub Santini.

Obdobných konstitutivních rysů průčelí jako u Lisovského paláce užil Jan Blažej Santini na budově hradčanského kapitulního děkanství (1704-1706). Způsobem, jakým formoval střední rizalit, předjímal architekt pozdější řešení malostranského Morzinského paláce (1713-1714). Altán vložený do rozťatého trojúhelného frontonu pak opět použil na nádvorních průčelích zámku v Rychnově nad Kněžnou (1719-1724).

## Demolice paláce
Dispozice severozápadní strany Staroměstského náměstí se značně proměnila v důsledku pražské asanace, projektu, jenž vzešel z primární nutnosti ozdravit a modernizovat Židovské Město. Zákon, daný dne 11. 2. 1893, Čís. 22 ř. z., o vyvlastňování k úpravě assanačního obvodu královského hlavního města Prahy, se opíral o plán „Finis Ghetto“ z roku 1887 od autorů Alfreda Hurtiga, Matěje Strunce a Jana Hejdy. Nová urbanistická struktura Josefova s rozšířenými ulicemi a náměstími zasáhla Staré Město rázným průlomem nové Pařížské třídy v místě, kde stál palác hrabat z Lissau.

Lisovský palác, čp. 935-I, a sousední dům U Zlaté trubky poštovské, čp. 934-I, patřily k prvním, jež byly v únoru roku 1896 zbourány. Ojedinělým hlasem, který již v průběhu plánování asanační linie požadoval, aby stav Staroměstského náměstí zůstal netknut, byl hlas historičky umění Renáty Tyršové. Zásadní reakci odborné veřejnosti vůči ztrátám na památkovém fondu staré Prahy představoval až manifest Českému lidu! (zv. též Velikonoční manifest), uveřejněný v Národních novinách 5. 4. 1896, který vyvolal ustavení zvláštní Umělecké komise, doporučující městské radě úpravy regulačního plánu. Činnost komise, jejíž expertízy nebyly vyslyšeny, skončila rezignací 23. 2. 1898. Řadě obranných článků, které vyprovokovaly asanační záměry na Starém Městě, vévodil text Bestia triumphans Viléma Mrštíka. Nejzávažnější bitva byla svedena v zájmu zachování domů čp. 931-933-I na Staroměstském náměstí, avšak jeho severní frontu nakonec doplnil výstavní palác Městské spořitelny. Další aktivita ochránců památek se po roce 1900 opírala o platformu vzniklého Klubu Za starou Prahu.

Radikální přestavba historické struktury města proběhla v evropském kontextu urbanistického proudu a cítění závěru 19. století. Proražení Pařížské třídy, zcela nové osy Josefova v duchu hausmannovských bulvárů či komunikačních řezů v Berlíně, znamenalo spolu s odbouráním Krennova domu ztrátu kompoziční a výrazové dynamiky původního celku Staroměstského náměstí.

## Schierův dům
V nové zástavbě severní strany Staroměstského náměstí přesto nalézáme skutečné architektonické hodnoty a zajímavé autorské přístupy. Kvalitní architekturou bezesporu je bývalá Pražská městská pojišťovna, od Osvalda Polívky z let 1899-1901, jejíž fasáda citlivě dodržuje svislé dojmové traktování na dva domy. Novostavba Schierova domu, nové čp. 934-I, v uliční čáře Pařížské třídy architektů Rudolfa Kříženeckého a Otakara Materny z let 1896-1897 čerpá z odkazu paláce hrabat z Lissau, vedle stojícího domu U Zlaté trubky poštovské s fasádou dientzenhoferovského typu a dodnes překvapivě zachovaného průčelí bývalého Paulánského kláštera.

Novobarokní, čtyřpatrový nájemní dům Franze Schiera využívá z čp. 930-I podobný střední motiv fasády a z čp. 934-I dekorativní články. Celková proporcionalita a motiv polopatra se pak opírá o rysy čp. 935-I. Záměrná kompilační koncepce na přání městské rady nicméně vyznívá příliš akademicky. Měřítko stavby, jež byla v letech 1946-1949 rekonstruována Jaroslavem Stránským a Karlem Storchem, se ani po snesení celého patra s nárožní věží a vysokým štítem, nevyrovnalo původní zástavbě.  Úprava fasády Schierova domu však dodnes na předasanační situaci upomíná alegorickou sochařskou výzdobou Viléma Amorta, znázorňující zápas staré a nové doby.